# Selección de fútbol sub-23 de Yugoslavia
La Selección de fútbol sub-23 de Yugoslavia, conocida también como la Selección olímpica de fútbol de Yugoslavia, fue el equipo que representaba al país en Fútbol en los Juegos Olímpicos y en la Eurocopa Sub-21; y era controlada por la Asociación de Fútbol de Yugoslavia.

## Historia
Cuando Yugoslavia se disolvió en 1992, nacieron 6 selecciones nacionales, las cuales son actualmente:
- Macedonia
- Bosnia y Herzegovina
- Eslovenia
- Croacia
- Serbia
- Montenegro

Entre 2003 y 2006 Serbia y Montenegro eran una sola selección llamada Serbia y Montenegro, la cual clasificó a Atenas 2004, y existe Kosovo, aunque ésta no es reconocida por la FIFA.

## Palmarés
- Desafío Sub-23: 4

1968, 1969 (2 veces), 1970
- Eurocopa Sub-21: 1

1978

## Estadísticas

### Juegos Olímpicos
| Año            | Resultado             | J                     | G                     | E                     | P                     | GF                    | GC                    |
| -------------- | --------------------- | --------------------- | --------------------- | --------------------- | --------------------- | --------------------- | --------------------- |
| de 1920 a 1988 | Véase Selección Mayor | Véase Selección Mayor | Véase Selección Mayor | Véase Selección Mayor | Véase Selección Mayor | Véase Selección Mayor | Véase Selección Mayor |
| 1992           | No clasificó          | No clasificó          | No clasificó          | No clasificó          | No clasificó          | No clasificó          | No clasificó          |
| Total          | 0/1                   |                       |                       |                       |                       |                       |                       |

### Eurocopa Sub-21
- 1978 - Campeón
- 1980 - Semifinales
- 1982 - No clasificó
- 1984 - Semifinales
- 1986 - No clasificó
- 1988 - No clasificó
- 1990 - Finalista
- 1992 - No clasificó